# Krisztusban Hívő Nazarénusok Gyülekezete
A Jézus Krisztusban Hívő Nazarénusok Gyülekezete a magyarországi kereszténység egy kis csoportja, talán kétezernyi vagy kevesebb hívőjével és csaknem kétévszázadnyi üldöztetett múltjával. Tagjai általában „nazarénusok”-nak, vagy legtöbbször egyszerűen csak „hívők”-nek nevezik magukat. Hittanilag a protestáns evangéliumi kereszténység anabaptista ágának konzervatív, fundamentalista irányzatába lehet őket sorolni, saját nézetük szerint hitalapjuk teljes egészében a Biblián alapszik. Történelmük során a kor marginális vallásszabadságának és saját elhatároló világnézetüknek köszönhetően csaknem folyamatosan a társadalom szélén éltek az állam szempontjából és gyakran vallási üldöztetések áldozatai voltak.

## Etimológia
Nevüket az Újszövetségben is megemlített nazarénusoktól  származtatják, mely a Názáret szóval együtt a héber „netzer”, magyarul „ág” (mint szőlővessző) szógyökérből ered.
Az Újszövetségben Jézusról és Pál apostolról olvassuk:
"És mikor oda ment volna, lakozék Názáretnek városában, hogy bételjesedjék, amit a próféták mondottak: Názárénusnak hívattatik".
"Mi ugyanis megállapítottuk, hogy ez az ember valóságos pestis, lázadást szít a földkerekségen élő valamennyi zsidó között, és a názáreti irányzat feje."

## Történetük
A nazarénusok mozgalma az 1830-as évek elején indult a svájci S. H. Fröhlich  (1803–1857) evangélista hatására, Magyarországon pedig 1839 nyarán jelentkezett. Híveik gyakran „Krisztus tanítványainak” és „Krisztus híveinek” nevezték magukat.
Amerikában Apostoli Keresztény Egyház  néven vált ismertté. Ezt a nevet részben a többi egyháztól való megkülönböztetésül választották (pl. a Názáreti Egyház, ami más hitfelfogású), és mert nézetük szerint a közösség Krisztus és az apostolok tanításait követi.
Az 1839 nyarán két iparoslegény jött haza Svájcból: Denkel János és Kropacsek János. Ők lettek a nazarénus misszió első hazai terjesztői. Hencsey Lajos (1820-1844) Pesten ismerkedett meg a kialakuló gyülekezettel és a magyar nazarénus felekezet valódi megalapítója lett. Hencsey 1840-1843 között néhány kisebb kéziratban terjesztett értekezésben megírta a nazarénus tanok összefoglalását. Az ő fáradozásai nyomán Buda-Pest után Keszthely környékén is terjedt a mozgalom.
A mozgalom azonban főleg a Dél-Alföldön terjedt. 1848 után Bácskán indult nagyobb szabású nazarénus misszió. Első jelentősebb gyülekezetük Pacséron, majd a szomszédos Ómoravicán alakult.
Az állammal és a társadalommal való összeütközésük első területe az anyakönyvezés volt, amely ekkor még kizárólag az egyházak hatáskörébe tartozott. Már Hencsey hitvallása tiltotta a gyermekkeresztséget. A nazarénus újszülöttek megkeresztelésére az egyház legtöbbször karhatalmi eszközöket vett igénybe, hiszen a hitvallásuk törvénybe ütköző volt és anyakönyvezni keresztelés nélkül nem lehetett.
A nazarénusok ügye az 1860-as években az országgyűlés elé került. Irányi Dániel 1866-ban kérte a felekezet számára a polgári házasság és anyakönyvezés bevezetését. A liberális sajtó is támogatta a vallásszabadságukra irányuló erőfeszítéseket.
A fegyverfogás megtagadásából származó konfliktusaik főleg a háborúk idején szaporodtak meg. Például 1878-ban Bosznia megszállásakor előfordult, hogy a fegyveres szolgálatot megtagadó nazarénust kivégezték. Voltak, akik 12 éves várfogságot szenvedtek, fegyvertagadó hitükért. 1886-ban különösen Lipták János békéscsabai nazarénus fegyvertagadási ügye járt szájról szájra, amiről az újságok is cikkeztek. Nyolc hónapos börtön, feleségének és gyermekeinek könyörgése sem tudta rávenni a fegyverfogásra. Ezért újabb egy esztendőt kapott.
1895 óta elvileg megtűrték őket, bár soha nem kaptak felmentést a katonai szolgálat alól, fiataljaikat pedig ezért folyamatosan börtönbe zárták.
A Tolnai lexikona alapján akik a felekezethez megtértek, nem káromkodtak, nem ittak, szigorú, biblikus szellemű kegyes életet éltek, a hegyi beszéd parancsait szó szerint véve, nem esküdtek és fegyvert sem fogtak, ami miatt sok büntetést kellett kiállniuk. A legtöbb 19. századi anekdota, történet, a megtért nazarénusok becsületességéről szólt, mint az átlagtól eltérő, deviáns magatartásról.
A 19. század végén írta róluk a szegedi Városi monográfiák: 
A nazarénusok, újhitüek, vagy mint magukat nevezik, „hívők“, Szegeden 1862. év óta vannak. A puritánság és az őskeresztényi hitelvek terjesztői.. 1867-ben a mai zerge-utczában egyházat szereztek, mely a „Krisztusban hívők gyülekezete“ czím alatt telekkönyvileg is nevükre van kebelezve. Később a cserepes-soron szélmalmot is építettek, melynek jövedelmeit a felekezeti szükségletekre, s illetőleg a szegény hívők segélyezésére fordították. A tagok a legszegényebb néposztályhoz tartoznak, de megbízhatóság, becsületesség és józanság tekintetében mindenek fölött állanak. 
Az első világháború kitörésekor a monarchia hadvezetősége a katonai parancs megtagadása miatt tömegesen lövette agyon a nazarénus férfiakat.
Az eskü és fegyverfogás megtagadása miatt 1939. decemberében BM-rendelettel betiltották az istentiszteleteiket, s ettől kezdve mozgalmuk az országban illegalitásban működött.
A második világháború után Európából sok nazarénus hagyta el a kontinenst Észak-Amerikába, Brazíliába, Argentínába és Ausztráliába távozva. A katonai szolgálatra azonban továbbra is szükség volt minden európai országban és azok, akik megtagadták a katonai szolgálatot, hosszú börtönbüntetésre számíthattak. Az 1980-as évek végétől a magyarországi nazarénusok lehetőséget kaptak az alternatív polgári katonai szolgálatra.

### 1977-es hivatalos elismerésük
Magyarországon csak 1977-ben lettek törvényesen elismert felekezetté nyilvánítva.
Ezen esemény különlegességét két tényező is szolgáltatta. Az egyik, hogy egy évszázadnyi küzdelem ért véget. A nazarénusok ugyanis 1876-ban adták be először a vallás- és közoktatási tárcához A Krisztusban Hívő Gyülekezetek Vallási és Egyházi Szertartási Szabályai című hitelvi és szervezeti szabályzatgyűjteményt. Ügyük fő támogatója az Országgyűlésben akkor Irányi Dániel volt, aki mintegy harminc éven át csaknem évről évre szóba hozta – költségvetési viták során vagy a század vége felé (a liberálisok által kezdeményezett) a vallásszabadsággal kapcsolatos törvényjavaslatokról folytatott parlamenti harcokban – a nazarénusok rendezetlen helyzetét. Ugyancsak ő volt, aki 1869-ben az 1848. XX. tc-re is épülő vallásszabadsági törvénytervezetet terjesztett a T. Ház elé, melyet a különböző osztályok előadóiból alakult bizottság mint „gyakorlatilag célszerűtlent” nem ajánlott elfogadásra a Háznak. Nem rejthetjük el mosolyunkat az egyik szélsőjobboldali képviselő felszólalása kapcsán (amely egyébként a honatyák körében is derültséget váltott ki), hogy tudniillik a szóban forgó törvényjavaslat „kozmopolitikus”.
A nazarénusügy legkritikusabb pontjai a keresztséggel és házasságkötéssel kapcsolatos államegyházi adminisztráció elutasítása, valamint a fegyverfogás következetes megtagadása voltak. Nem egy történet szól csendőri segítséggel végrehajtott keresztelésről, egyházak által szorgalmazott adminisztratív lépésekről, a katonáskodás megtagadását büntető kivégzésekről és hosszú várfogságról. Jogtörténeti érdekesség az is, hogy a polgári házasság intézményének eredete a nazarénusokhoz kötődik. Eördögh Mihály szegedi ügyvéd 1872-ben nazarénus ügyfeleinek alkotott Házassági Szerződés-ét, amelyben vőlegény és menyasszony „érett megfontolás, önelhatározás” alapján „és tiszta öntudattal vezérelve” kötnek megállapodást arról, hogy egymást „szeretni, becsülni és betegségben ápolni” fogják stb., valamint a házasságba vitt háztartási eszközöket és egyebeket a másiknál netalán hamarabb elhalálozván az ittmaradóra hagyják.
A nazarénusok 1977-es elismerésének másik különlegessége pedig az, hogy az Állami Egyházügyi Hivatal ezt az aktust megelőzően fennállásának addigi negyed évszázada alatt egyetlen vallási csoport, egyház elismerését sem támogatta. Sőt a hetvenes években több szabadegyház esetében (például metodisták, adventisták) éppenséggel megosztásukra törekedett. Ennek ellenére viszont azt is mondhatnánk, hogy a nazarénus ügy rendezése jó alkalmat kínált Helsinki záróokmány komolya(bba)n vételének demonstrálására.
Elismertetésük után sem lettek tagjai a Magyarországi Szabadegyházak Tanácsának.

### 21. század
A legtöbb nazarénus Békés, Csongrád-Csanád, Bács-Kiskun, Baranya vármegyében és Budapesten él. A gyülekezetek közös ügyeinek intézésére az egyházi szolgák közössége jogosult, az országos ügyek gyakorlati képviseletére és intézésére pedig az egyháziszolgák közösségének valamelyik tagja kap megbízást.

A 2012-es egyházügyi nyilvántartásban bevett egyházként szerepelnek. A 2010-es években állampolgári adófelajánlásra jogosult szervezet.

## Jelenlétük, létszámuk

### Kárpát-medence
Mint a legrégebbi magyarországi szabadegyház tagjai a kezdeti virágzás után fogyó, s lassan-lassan kihaló gyülekezetekben élnek. Peter Brock szerint a 20. század elejére a magyar nazarénusok száma több mint tízezer fő volt, (feltehetőleg a Nagy-Magyarország területén), majd az 1920-as években 4-5 ezer fő volt.
1968-ban kb. 3300-an voltak az országban.
1986-ban kb. 7000 hívük volt Magyarországon, Romániában és Jugoszláviában együttvéve. Ebből kb. 3000 fő volt Magyarországon, kb. 3000 fő Jugoszláviában és kb. 800–1000 fő Romániában.
A rendszerváltás idejére a magyarországi számuk mintegy 2500 fő, majd a 2000-es évek elejére mintegy 2000 főre csökkent.
Szerbiában főleg a Vajdaságban vannak, a székhelyük Újvidék.
Romániában az aradi székhelyű „Asociația Religioasă Nazarineană” (Nazarénus Vallási Egyesület) a 21. században mintegy 1200 tagot számlál.

### Világszerte
A 21. században a nazarénusok kis létszámban a világ legalább huszonnégy országában vannak jelen (gyülekezetek és missziók formájában): 
- Európában: Magyarországon, Ausztriában, Németországban, Franciaországban, Svájcban, Szlovákiában, Romániában, Szerbiában, Horvátországban, Macedóniában, Ukrajnában,
- Észak-Amerikában: Kanadában,[24] az Amerikai Egyesült Államokban,[24] Mexikóban,[25][24]
- Dél-Amerikában: Brazíliában,[25] Argentínában,[25] Paraguayban,[25]
- Afrikában: Ghánában,[25] Zambiában,[25]
- Ázsiában: Izraelben, Indiában, Japánban, Pápua Új-Guineában,[25]
- Ausztráliában.

A Bund ETG (Bund Evangelischer Täufergemeinden) létszáma, amely a német, svájci és francia hívőket fogja össze, összesen 2500 fő. Ez a szövetség 22 svájci, 10 németországi és 3 franciaországi gyülekezetből áll.
Amerikában Apostoli Keresztény Egyház  néven vannak jelen, amely több csoportra szakadt és amelynek Európában is vannak gyülekezetei. A gyülekezetek vezetése a helyi közösség kizárólag férfiakból álló „véneiből” tevődik össze.

## Hitnézetek és gyakorlatok
A "szentségek" közül csak a keresztséget és az úrvacsorát tartják; papjaik nincsenek és a szertartásokat elvetik. A gyermekek keresztségét érvénytelennek tartják s csak a felnőtteket keresztelik. Esküdniük és fegyvert fogniuk nem szabad.
A hitelveik alapján a katonai szolgálat kérdésétől eltekintve nincs lényeges különbség a baptista tanítás és a saját hitelveik között.

### Felismerés
Így például a bűnökről szóló tanítás alapvető jelentőségű a nazarénusi teológiában. Hitük szerint „Isten az Embert az ő képére” és hasonlatosságára, és a Teremtés részeként „igen jónak”, azaz tökéletesnek, s az összes többi teremténytől eltérően, örökre létezőnek teremtette . Azonban, az istenellenes hatalom, a Sátán kísértésének engedve Ádám engedetlensége folytán az Ember a „Jónak és Gonosznak tudója” lett , s ettől fogva minden ember felmérheti, hogy tettei Isten akaratának tetszőek, vagy bűnösek. A vallási szükségletei (mint a lét alapkérdése, az élet szenvedése, magánya, bajai, dolgai stb.) által megterhelt és megfáradt lélek, egy végleges, igaz választ kereső ember idővel „rádöbben” bűnös voltára, azaz istentől való elszakadottságára és felismeri, hogy hibás döntései árát valamikor, valahogyan meg kell adnia. Az e bűnösségérzetből kialakult bűntudat a nazarénus hit kiindulópontja.

### Választás
Ez a bűntudat a büntetés tudattal összekapcsolva alkotja az elkárhozás vallásos tudatát, ami külső behatás nélkül csak nehezen fejlődhet ki. Ez a folyamat általában a hívői családban, gyülekezetben, az istentiszteletek során, vagy a már hitre jutott ember érvelésének, tanításának hatására indul el és fejlődik ki egy rendszerint megrázó élménnyé, ami kétségbeesésben, gyötrődésben, szorongásban és végül is kiútkeresésben nyilvánul meg. A bűntudattal és a büntetésfélelemmel vallási értelemben megterhelt és a kiutat aktívan kereső ember azután szembetalálja magát a megszabadító megoldást nyújtó útmutatással: a megváltásról szóló keresztény alaptanítással. Ez alaptanítás szerint a bűnös emberiség bűnből való szabadításáért életét áldozatul adó fiúisten érdemeiért az atyaisten az örök kárhozatból való megváltást hirdeti mindazoknak, akik benne és fia megváltó művében hinni tudnak, s ennek nyomán bűntelen életre szánják magukat. E reménység felismerése a kereső ember számára döntő mozzanat. Hinni kezd, és lelkében elindul egy sok forrásból táplálkozó bonyolult lelki folyamat, melynek eredménye a teljes hitre való jutás, a hit bizonyosságának élménye, melynek fő motívuma annak felismerése, hogy az elkárhozásért vagy üdvözülésért teljes egészében az ember maga felelős csupán. E nagy horderejű személyi felelősség felismerése rendszerint megrendítően katarktikus élmény, mely az illetőt közelhozza ahhoz a döntéshez, hogy bűneiből megtérjen.

### Megtérés
A megtérésről és újjászületésről szóló nazarénusi tanítás is biblikusan megalapozott és alapvető jelentőségű. Márk 16:16 szerint „Aki hisz és bemerítkezik, üdvözül; aki pedig nem hisz, elkárhozik.”, ami egy hosszas folyamatot takar. A megtérés a legtöbb megtérőnek nehezebbnek bizonyul, mint az „igazságra való ébredés”, hiszen a hitre jutottnak el kell döntenie hogy teljes egészében vállalja-é megtérésének következményeit. Ez a döntés a múlttal való gyökeres szakítástól, a bűnös élettel és szokásokkal való általános szembeforduláson, és a bűnök minden formájától való megtartózkodáson keresztül a nazarénusi keresztény normatívák, erények gyakorlásáig, a vallásközösségbe való tudatos beolvadásig terjedő, elképzelhetően is alapvető változást jelenti. Az előkészítő szakasz igen fontos, hiszen ekkor történik meg a hitre jutás, érlelődik meg a megtérési szándék és válik lehetővé maga a megtérés. Egészében ez akár évekig is elhúzódhat, és ez idő alatt a megtérő „Isten igéje és a Szentlélek munkája” következtében bűntudatra és bűnbánatra jut. E bűnbánatra jutás következményeként és annak bizonyságaképpen a megtérő „elhagyja” és – amennyire lehetséges – jóváteszi bűneit, de mindenképpen megvallja azokat és amennyiben bizonyságtevése a hívők körében hitelre talál, bűnbocsánatot nyer a keresztelésben (eredeti kifejezés bemerítés).

### Újjászületés
Ebből a leírásból is látható, hogy a nazarénusságban a választás tudatossága központi jelentőségű, és ezért a gyermekkeresztelést Szentírás-ellenesnek ítélik, az Újszövetség alapján indokolhatatlannak tartják, így kizárólag csak felnőtteket keresztelnek meg. A keresztelés két fázisban zajlik le. A megvizsgált, hitéről és elkötelezettségéről bizonyságot tett megtért lelket teljesen alámerítve az Atya, Fiú és Szentlélek nevében megkeresztelik annak a hitnek alapján, hogy „Jézus Krisztus teljes engesztelést szerzett az emberi bűnökért”. Ez az ún. „Vízkeresztség”. A vízbemerítkezés annak a jelképe, hogy a hívő, bűnei megvallásával, Jézus Krisztus vére által megtisztult és ebben a keresztelő vízben eltemeti régi önmagát (az „óembert”) és új emberként támad fel annak bizonyságául, hogy Istennel békességre jutott. A keresztelés második fázisa azt jelképezi, hogy a bűnöktől már megüresült lélek a Szentlelket befogadja, azaz vezetésének alárendeli magát. Ez a gyülekezet buzgó imája közben megy végbe az egyháziszolga kezének a keresztelt fejére való helyezése által. Ez az ún. „ Szentlélek Keresztsége”, amelynek megújító ereje a megtért hívő lelki újjászületését eredményezi, amit a nazarénus terminológia az „Istenfiúság Pecsétje”-nek nevez. Ez a kettős, a víztől és Szentlélektől való újjászületés eredményezi a nazarénus hívő ember bűntelen állapotát (amit a teológusok sajátosan nazarénusnak tartanak és perfekcionizmusnak neveznek), ami azt jelenti, hogy amíg ez az állapot fennáll a megtért hívő nazarénus „szívéből nem vétkezik”, azaz addig, amíg a hívő fenntartja a bűn elleni harcát, és mindennapi cselekedeteivel bizonyságot tesz hite és megtérése mellett. Ez a gyülekezeti tagságnak is feltétele, minthogy az a Krisztus anyaszentegyházába való tartozás „kiváltságos” helyzetét jelképezi.

### Család
A bűnről, hitről, megtérésről és újjászületésről szóló tanítások mellett a házasságról, családról és gyermeknevelésről szóló tanítások adják a nazarénusság időtállóságának másik fő erejét. Az evangéliumi jellegű patriárkális családmodell mint biblikus követelmény, nagy feladatok elé állítja a hívőt modern világunkban. Nazarénusok között kizárólag hittestvéri házasság köthető, válás megengedhetetlen, a szexuális szabadság tiltva van, családtervezés elítélendő, az abortusz gyilkosság, a gyermekek pedig Isten áldásai, mindegyiket meg kell szülni, és fel is kell őket nevelni a nazarénus valláserkölcs szellemében, „hogy a gyülekezetnek és a társadalomnak hasznos tagjaivá válljanak”, azaz „legyenek ők a föld sója”.(Máté5:13)
„Válás Isten előtt megengedhetetlen.” Bár tényszerű , hogy a "Hívők" is emberek és létezik harmónia nélküli házasság, de az ilyen kivétel csak erősíti a szabályt. az igazán komolyan hitét megélő emberek között teljes lelki harmónia tartja szilárdan a házasságot. Általános az , hogy 4-6-8, ritkábban 10-12 vagy néha ennél több gyermekkel él együtt egy fedél alatt szeretetben a család. Ennek a hatalmas emberi áldozatvállalásnak az Istenbe vetett hit az alapja, mely Jézus Krisztus tanításain nyugszik.

### Fegyverfogás, eskü
Minden nazarénus hitszabály hangsúlyozza a fegyvertelenség parancsát és az eskü tilalmát. Ezek a tízparancsolat „ne ölj” és az „Isten nevét hiába fel ne vedd” (2Móz20) hitparancsolatokra, illetve az Újszövetség esküről, szeretetről és erőszakmentességről szóló, új vallási korszakot nyitó tanításaira vezethetők vissza. A nazarénusok biblikus erkölcsrendszerének élet- és személyiségtisztelete e tanokban nyert jellegzetes kifejezést a csaknem két évszázados hitgyakorlat révén kétségbevonhatatlan igazolást. Tudniillik, számtalan közforgalomban lévő történet igazolja, hogy a nazarénus inkább megöleti magát, mintsem hogy ő öljön. Egyik ilyen történet arról szól, hogy az első világháborúban a fegyvertelen egészségügyi szolgálatot teljesítő fiatal nazarénusok halált megvető bátorsággal segítették sebesült bajtársaikat és sértetlenül kerültek haza. Egy másik pedig egy, a második világháborúban fegyvertelen tisztiszolgaként katonáskodó nazarénusról szól, akit egy távoli gyűlésre hívott parancsnoka hagyott hátra három napi távolléte alkalmából. Az első éjszaka egy orosz támadás során általános riadót rendeltek el, és többek között a nazarénust is kötelezték a fronton való harcolásra, de ő megtagadván e parancsot azonnali hadbíróság által reggeli öt órakor való kivégzésre lett ítélve. Ő buzgó imádsággal várta a reggelt, s otthon hagyott kisgyermekeit és fiatal feleségét siratva készült a biztos halálra, nem tudván, hogy az úton lévő parancsnoka egy fontos iratot nem találva visszafordult és lakókocsija eredménytelen felforgatása után szolgáját keresve a halálraítéltet nem sokkal öt óra előtt a tábori fogdában találta meg… Nem mindegyik történet végződik ilyen vigasztalóan, és vannak olyan történetek is amik arról szólnak, hogy hasonló helyzetben nem helytálló nazarénusokat a gyülekezet kizárta. A nazarénusok állásfoglalása ezen a területen is félreérthetetlenül leszögezi, hogy állampolgári kötelezettségeiknek eleget kívánnak tenni minden tekintetben, beleértve a hadkötelezettséget is, amíg azok Isten parancsolatai ellen nem szólnak, valamint eskü helyett ígérettel.

## Szervezetük, kultúrájuk

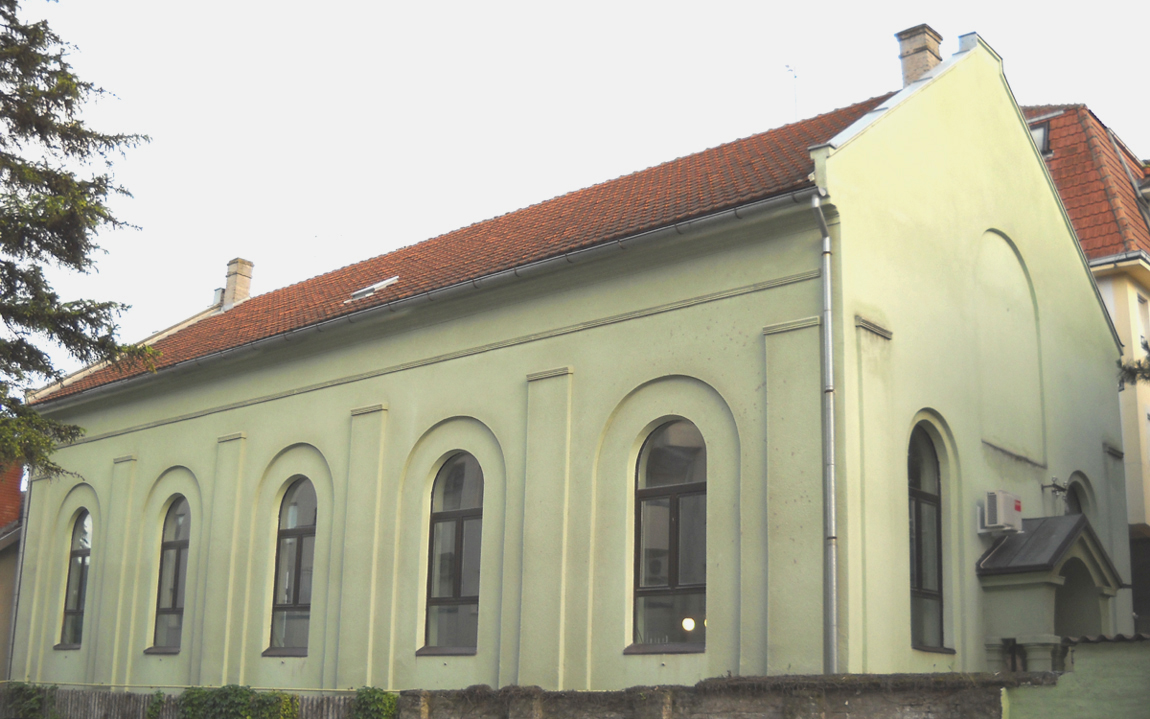
Nazarénus imaház Újvidéken

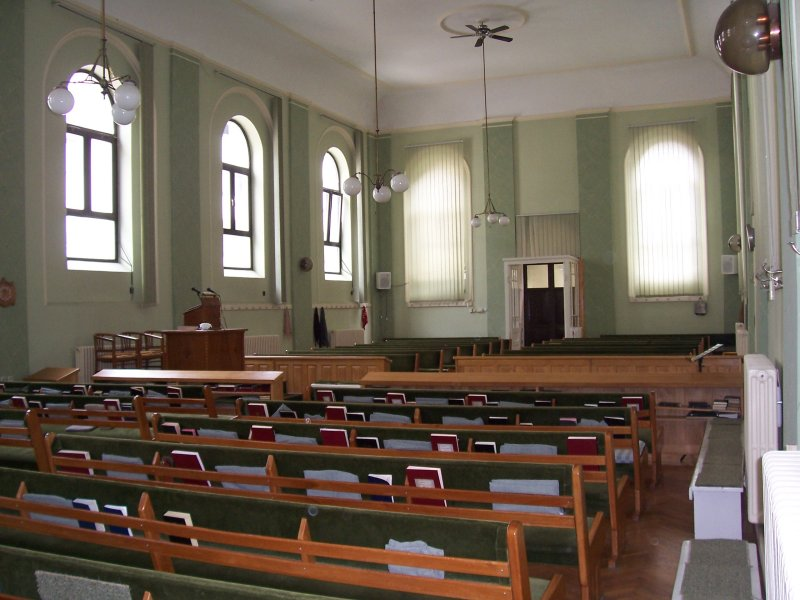
Az újvidéki imaház belseje

Nazarénusok egyházi szervezete nem központosított, az egyes hitközösségek a többiektől szervezetileg függetlenül a katolikus püspök szerepéhez hasonló ún. egyháziszolgák vezetése áll és kapcsolatuk nagy részben személyes érintkezésekben merül ki. Mégis, a megosztott világnézet, megtérésük során átélt oly hasonló élmények, a meglehetősen közeli családi kapcsolatok és bizonyos szokások, mint például szeretetvendégségek (mikor egy gyülekezet meghív egy, vagy több gyülekezetet egy hétvégére, gyakran egy felvétel alkalmából), az ország tagságát meglehetősen közel tartják egymáshoz és előfordul, hogy az aktívabb tagok a magyarországi nazarénusok nagy részét, vagy egészét személyesen is ismeri.

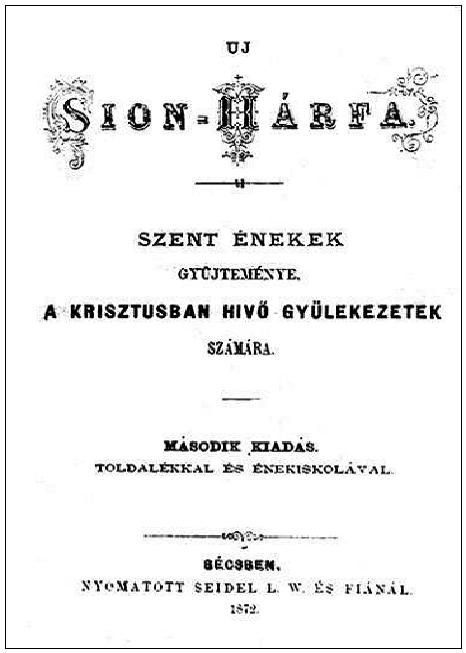
A fő nazarénus Énekeskönyv,
az Új Sion Hárfa
második kiadásának
címlapja 1872-ből

Hitük szerint a megtérésre való elhívás közvetlenül Istentől jön és ezért missziós munkát nem folytatnak, hitüket az érdeklődőkkel nyíltan megosztják, de vitatkozásokba nem bocsátkoznak Máté 7:6 alapján „…ne adjátok azt, a mi szent, az ebeknek, se gyöngyeiteket ne hányjátok a disznók elé, hogy meg ne tapossák azokat lábaikkal, és néktek fordulván, meg ne szaggassanak titeket.”
A vasárnapokat két rövid szünettel gyülekezetükben töltik. Két istentiszteletet és déli-, valamint esti éneklést tartanak és egy rövid „esti beszélgetés” után, imával zárják a napot. Ezenkívül kedd vagy péntek este énektanulást és rövid éneklést, csütörtök este pedig éneklést és istentiszteletet, helyenként szombat este beszélgetést (mint bibliaórát) és éneklést tartanak, ezáltal a saját- és fiataljaik idejét jól lekötik.
Istentiszteleteiket egy énekkel kezdik amit először a Sion Hárfájukból felolvasnak, majd „énekszóval is elmondják”, felolvasnak egy találomra kiválasztott részt az Ószövetségből vagy az Újszövetségből, hangosan imádkoznak kegyelemért és a Szentlélektől való taníttatásért, ezután is néha felolvasnak egy kiválasztott, részt Bibliából, majd elmélkedve kb. 40 percig tanítanak a felolvasottakról. Ismét énekelnek egy éneket a Sion Hárfából, majd befejezik az istentiszteletet és elbocsátják a barátkozókat és látogatókat, s a tagság ülve marad az aktuális ügyekről való változó hosszúságú „zártkörű” tanácskozás tartamára. Kedd- és csütörtök este a „Hangoljátok Szíveteket”, a „Sion Hárfa”, vagy más, a gyülekezet által elfogadott énekeskönyvekből tartanak „Istent dicsérő éneklést”, ami fiatalságuk lelkes támogatását élvezi. Négyszólamú énekkultúrájuk nagyon kifejlett, de orgonát, zongorát, szintetizátort is használnak. Otthonaikban a harmónium, orgona, szintetizátor és hegedű mellett más hangszereken is játszanak.
Hagyományosan a gyülekezeti tagság túlnyomó többségben földgazdaságból élő egyszerű emberek voltak, akik gyermekeiket a világtól való elzárkózásra való nevelésük során felsőbb szintű tanulmányokra nem serkentették, s így többségükben szakmunkások és vállalkozók lettek. A laza szervezeti felépülés és ez az „Istentől való taníttatás” eszméje hozzájárult ahhoz, hogy hitelméleteik központja- és terjedelme is meghatározott, bár életükben elismerik a végtelenséghez való kicsinységük viszonyát és a Bibliából, és egymás közötti beszélgetéseikben a tanultaknak a gyakorlatba való átvitel módozataira koncentrálnak. Így természetes bölcsességük megegyezik Tolsztoj felhívásával: „Keressétek először Isten országát és a többi megadatik néktek. Mi pedig a többit keressük, és nyilvánvalóan nem találjuk” (Lev Tolsztoj: Feltámadás, Budapest, 1962).

## Hitalapjuk
Nazarénusok nagy hangsúlyt helyeznek Krisztus követésére.
Bár a fővonalbeli keresztény vallások legtöbbjéhez hasonlóan, nazarénusok vallják, hogy az Egy-Isten a Szentháromságot alkotó három személyben (Atya, Fiú és Szentlélek), mint az Isten szétválaszthatatlan lényegeiben (Hipostasis) létezik. Hiszik továbbá hogy Jézus a Megtestesült Isten (azaz egy Ember, aki a Szentháromság egyik lényének, a Fiúnak földi megformálódása), aki lejött a Földre, hogy saját vérének áldozati kiontásán keresztül az emberiséget a bűntől és haláltól megváltsa, és aki a halálból visszatérve Atyjával újraegyesült a Mennyben. Más szóval elismerik, hogy Ő az ószövetségi próféciák által mejövendölt Messiás, más néven Krisztus, az Izráeliták – és azon túl az emberiség megváltója (Jn 4,25-26 és Jn 3,16). Ők tudják, hogy „Krisztus” nem egy név, hanem egy, a Héber Bibliában is gyakran előforduló és rendszerint főpapot, vagy királyt megillető cím.
Határozottan elhatárolják magukat mindentől, ami a beavatott közösségükön kívüli „Világot” képviseli (a többi keresztény egyházakat is beleértve), s magukat megkülönböztetésül „keresztény” helyett „keresztyén”-nek vallják arra utalva, hogy hitéletük központjában nem a krisztusi állapot megtartása, hanem az „ÉN”, Jézus „keresztjén” való megfeszítésén („…legyen meg a Te akaratod.” Lk 10,2 és Mt 26,42) keresztüli elérése áll. Ezért a „Világ” minden „csábításának” való ellenállást, az azért hozott áldozatokból eredő megpróbáltatások és szenvedések általi megtisztulás – a „tűzkeresztség” (mint 1Kor 3,13 és 1Pét 1,7-ben) – fontosságát hirdetik.
Életükben felismerik Isten végtelenségéhez mért kicsinységüket, és a Lélekbe vetett alapvető hitük folytán elkerülik az olyan emberi viszonyokat és helyzeteket, ahol egyik félnek vesztenie kell ahhoz, hogy a másik nyerjen. Úgy gondolják, hogy Isten vezetése által minden helyzetben meg kell találni a kölcsönösen előnyös megoldást, és ha ilyen nem kínálkozik, akkor Isten akarata és példamutatás érdekében a veszteséget választják. Ezért tartják magukat távol mindenféle versengéstől, sportoktól és még az üzleti életben is inkább szolgálatra törekednek mintsem hogy versengésre. Háborúellenességük is innen fakad. A fegyverfogás tilalmának az alapja összetett, minthogy e szemlélet mellé jön még két másik is: a „ne ölj” parancsolata, és sajátos apokaliptikus világnézetük, miszerint ők abban a korban élnek amiről Ézsaiás 2,4 így ír: „…és nép népre kardot nem emel, és hadakozást többé nem tanul.”.
A bűnöket pedig, bár pontosan megnevezik bibliai hivatkozásokkal és gondosan besorolják súlyosságuk szerint, mégis a bűnt magát Istentől való eltávolodásnak, az Isten által megszabott útról való letérésnek tekintik. Ez egy jól használható gyakorlati módszer minden viselkedésforma és cselekedet megítéléséhez, ugyanis minthogy életük fő céljának az örökéletet tekintik, ezt mércének használva mindent hozzá tudnak viszonyítani: „Ha holnaptól ez általánossá válna, akkor idővel az emberiség közelebb, vagy távolabb kerülne Istentől, mint az örökélet ajándékozójától?”. Ennek érdekében szemüket az „itt és most” kielégítése helyett az „ott és akkor” kapandó koronán tartják és annak érdekében áldozatokat hoznak, azaz „gyűjtik mennyei kincseiket”.
Hisznek Jézus akármelyik pillanatban való visszatérésében és az előtte való elviselhetetlen üldöztetések elöli elragadtatásban, de nem gondolják, hogy az idők jeleinek tanulmányozása nagyon célszerű lenne, minthogy életüket folyamatosan úgy élik, mintha a vég ma jönne, nem „holnap”.
Hagyományokat az idők által kipróbált és érvényesített viselkedésformáknak tartják, minthogy a veszélyből való megmenekülés legjobb módja szerintük annak elkerülése és a vakmerőséget istenkísértésnek vélik.
Értenünk kell azonban azt, hogy alázatos életszemléletüknek megfelelően („Bizony mondom néktek, ha meg nem tértek és olyanok nem lesztek mint a kis gyermekek, semmiképpen nem mentek be a mennyeknek Országába.”. Mt 18,3 alapján a filozófiát magát (még a teológiát is!) a „világ dolgai” közé sorolják.